# Eupithecia celatisigna
Eupithecia celatisigna är en fjärilsart som beskrevs av W. Warren 1902. Eupithecia celatisigna ingår i släktet Eupithecia och familjen mätare. Inga underarter finns listade i Catalogue of Life.